# Amena
Amena è la seconda marca di telefonia mobile con cui opera la compagnia spagnola Orange España.
Era nata come compagnia telefonica vera e propria nel 1998 dopo che Retevision aveva ottenuto dal governo spagnolo una terza licenza per l'attività di telefonia mobile che doveva servire a rompere il duopolio Movistar-Vodafone.
Dopo l'acquisizione nel 2005 da parte di France Télécom e il cambio di nome in Orange España, il 7 giugno 2012 la stessa Orange rilanciò Amena come seconda marca commerciale.
Il nome Amena significa piacevole in Spagna.